# Cotelsat
Cotelsat (acrónimo de Comercialización de Televisión por Satélite, S.A.) fue una plataforma de televisión analógica de pago española por satélite que emitía por Hispasat, gestionada por Sogecable que aportaba su experiencia en materia de televisión de pago. 
La sociedad Cotelsat nació en 1994 con un capital social de 1000 millones de pesetas (a cuatro partes del 25%) con el apoyo de todos los canales generalistas del país (públicos y privados), que cedieron sus canales temáticos al operador. La oferta se componía de 5 canales porque el gobierno español concedió en 1992 a cada canal terrestre nacional una frecuencia de un satélite Hispasat que contaba sólo con 5 transpondedores en banda Ku (satélite de fuerte potencia):
- Teledeporte (TVE) :  Los deportes

- Canal Clásico (TVE) : Canal cultural con documentales, Ópera, teatro, películas o telefilms de TVE históricos o basados en la literatura española (como por ejemplo El Quijote)

- Telenoticias (Atresmedia Televisión) : Todo noticias hispano producido en Miami, centrado en la actualidad latinoamericana (participado por Antena 3)

- Telesat 5 (Mediaset España) : Generalista con reposiciones de series de Telecinco y programas en plató de sus inicios (1990/91/92...)

- Cinemanía 2 (PRISA TV/Canal+) :  Canal de cine clásico estadounidense

## Cierre de la plataforma
El escaso atractivo de los contenidos y los horarios "reducidos" (excepto Telenoticias, los otros 4 canales no emitían todo el día, sólo de 16:00/17:00 hasta la madrugada), condujeron al cierre de la plataforma en junio de 1995, que terminó su aventura con tan sólo unos 4.000 abonados. Los canales de RTVE continuaron su andadura en abierto hasta el nacimiento de Vía Digital, plataforma en la que se integraron. El resto, salvo Cinemanía 2, emitieron en abierto hasta su abandono, unos meses después. Antena 3 obtuvo posteriormente la autorización para utilizar su canal para hacer llegar, en digital y codificados, los programas de su entonces nueva filial Cable Antena a los operadores de cable.
El hecho de que Sogecable, gestor logístico de la plataforma fuese paralelamente dueño de Canal Satélite puede explicar el "supuesto" poco esmero de dicho grupo con Cotelsat. Tesis reforzada por la voluntad (tras esa aventura) de Antena 3 de lanzar en solitario su propia plataforma por satélite.

## Anécdotas
- Antes de la creación de Cotelsat los canales emitían en abierto (salvo Canal 31) y volvieron a emitir al cierre de la plataforma de pago.

- Antes de difundir Telenoticias, Antena 3 emitía por su frecuencia el canal Antena 3 Satélite (con una programación a base de telenovelas, toros y la redifusión de los magazines e informativos del canal terrestre) y poco antes del abandono de la señal pasó un bucle promocional de los canales de su entonces nueva filial Cable Antena (Cine Color, Cine de Siempre, Canal Fiesta....).

- Antes de difundir Cinemanía 2, Sogecable emitía por su frecuencia un canal codificado de cine (Canal 31), también multiplexado sin estrenos, que nunca llegó a comercializar oficialmente.